# Alan Bundy
Alan Richard Bundy (* 18. Mai 1947 in Isleworth) ist ein britischer Informatiker und Logiker. Er befasst sich mit Maschinengestütztem Beweisen.
Bundy wurde 1971 an der University of Leicester bei Reuben Goodstein promoviert (The Metatheory of the Elementary Equation Calculus).  Ab 1971 war er an der Universität Edinburgh zunächst in der Gruppe für automatische Beweise von Bernard Meltzer. 1973 wurde er Lecturer, 1984 Reader, 1987 Professorial Fellow und 1990 Professor. 1998 bis 2001 war er dort Leiter der Abteilung Informatik (School of Informatics).
2011 erhielt er den IJCAI Award for Research Excellence, 2003 den Donald E. Walker Distinguished Service Award und 2007 den Herbrand Award. 2012 wurde er Fellow der Royal Society, 1996 der Royal Society of Edinburgh, 2005 der IEEE und 2012 CBE. Er ist Fellow der Royal Academy of Engineering und der Association for Computing Machinery (ACM). 2000 war er Gründer des UK Computing Research Committee und ab 2010 Vizepräsident der British Computer Society.

## Schriften
- The Computer Modeling of Mathematical Reasoning, Academic Press 1983.
- The use of explicit plans to guide inductive proofs, 9th International conference on automated deduction, Lecture Notes in Computer Science 310, Springer 1988, S. 111–120.
- mit A. Stevens, F. Van Harmelen, A. Ireland, A. Smaill: Rippling: A heuristic for guiding inductive proofs,  Artificial Intelligence, Band 62, 1993, S. 185.
- Herausgeber: Artificial intelligence techniques. A comprehensive catalogue, Springer 1997